# Бобанґі
Бобанґі (фр. Bobangui) — невелике місто префектури Лобае в Центральноафриканській Республіці. У місті народилися Бартелемі Боганда, 1-й Прем'єр-міністр автономної території Центральноафриканська Республіка та Жан-Бедель Бокасса — імператор Центральноафриканської Імперії.